# Chiesa di Santa Maria del Suffragio (Gaeta)
La chiesa di Santa Maria del Suffragio è un luogo di culto cattolico di Gaeta, cappella maggiore del cimitero comunale, situato in via Garibaldi, nel quartiere Serapo; esso ricade all'interno del territorio della parrocchia di San Nilo.

## Storia
Il 31 agosto 1817 il decurionato del comune di Gaeta deliberò che, in conformità alle recenti norme del Regno delle Due Sicilie che stabilivano l'edificazione dei camposanti fuori dai centri abitati, venisse costruito un nuovo cimitero, incaricando l'architetto Giuliano de Fazio e altri due periti (Camillo de Vio e Salvatore Migiarra) di individuare un luogo idoneo.
A causa dell'epidemia di colera del 1837 vennero temporaneamente adibiti a cimiteri l'ex convento di Sant'Agata, situato in posizione isolata sull'omonimo colle alle spalle del rione Spiaggia e il luogo della Trinità. Con una delibera del 9 luglio 1838, considerata la difficoltà nell'individuare un terreno idoneo e la necessità di lasciare indipendenti, dal punto di vista delle inumazioni, i due nuclei abitativi di Gaeta, si stabilì che si continuassero ad usare i tre camposanti già presenti, reputati conformi alle norme: per la città il cimitero dell'ex convento dei cappuccini (detto Camposanto) situato sulla spianata di Montesecco (alcuni ritengono che il cimitero per la città fosse la Terra Santa di San Domenico ma ciò non è possibile in quanto la Terra Santa a causa delle leggi decennali francesi rimase chiusa e inaccessibile dal 1809 al 1853); per la città ed il Borgo, i cimiteri del convento dei Cappuccini e della chiesa di Santa Maria di Porto Salvo, entrambi fuori dai centri abitati. Il 17 luglio 1841 venne definitivamente individuato un terreno idoneo per il nuovo camposanto in una vigna di circa 25.000 m2 situata all'estremità settentrionale dell'attuale quartiere Serapo, ai piedi della collinetta della Catena, priva di strada carrozzabile, realizzata solo nel 1873.
I lavori di costruzione del complesso iniziarono nello stesso anno con l'adattamento dell'area; a partire dal 1850 vennero edificate le strutture principali, quali la cappella maggiore, inserita nel complesso dell'ingresso principale e dedicata a santa Maria del Suffragio. Il cimitero fu oggetto di ampliamento nei restauri del XIX secolo e nella seconda metà del secolo successivo.
La cappellania del camposanto venne affidata inizialmente ai frati cappuccini del convento di Sant'Antonio di Padova, ai quali il comune versava un sussidio. Ad essi subentrò il clero diocesano dopo la soppressione del convento del 1866.
Nel 1957-1960, per volere del cappellano don Gioacchino Scampone, venne costruito da Luigi Pirollo un organo a canne riutilizzando il materiale fonico di diversi strumenti più antichi; trovò collocazione sulla cantoria in controfacciata. Fu restaurato da Giuseppe Ponzani nel 2004-2005 e trasferito nella chiesa di San Nilo, ove rimase fino al 2008, per poi tornare in stato di abbandono nella chiesa di Santa Maria del Suffragio, ove si trova attualmente.
Nel 1970, nel 1990 e nel 2015-2016 l'esterno della chiesa e degli edifici dell'ingresso furono oggetto di un restauro conservativo.

## Descrizione
La chiesa di Santa Maria del Suffragio è inserita all'interno del complesso di edifici che costituisce l'ingresso monumentale al cimitero; questo è costituito da una doppia scalinata affiancata da due corpi di fabbrica: a destra l'ufficio del custode e a sinistra l'obitorio; al di sotto del sagrato, vi è il sacrario dei garibaldini, costituito da una cripta decorata internamente con elementi militari. La facciata della chiesa è di forma rettangolare, con un alto cornicione sorretto da due coppie di lesene tuscaniche e un coronamento a doppia voluta, alla destra del quale vi è il campanile a vela, con unico fornice ogivale contenente una campana. Si accede all'interno dal portale, in asse con il quale si apre una finestra a lunetta semicircolare. L'attuale cromia del complesso (le pareti color crema e gli elementi architettonici e decorativi bianchi), assunta con i restauri del 2015-2016, sostituisce quella precedente, frutto dei lavori del 1970 (con il rosso mattone in luogo del bianco), mentre in quella originaria vi era un'alternanza di bianco e celeste.
Tale colorazione è presente ancora all'interno della chiesa, che si presenta in un sobrio stile neoclassico con forte influsso tardobarocco. L'edificio si articola in un'unica navata di tre campate: di queste la prima (occupata dalla cantoria) e la terza sono meno profonde, mentre quella mediana presenta un altare laterale su ciascuna parete, inserito all'interno di una nicchia ad arco a tutto sesto, e al di sopra di essa una finestra a lunetta. La volta a botte lunettata, decorata con costoloni in stucco ad imitazione della volta a crociera, segue la tripartizione dell'ambiente ed è impostata su uno spesso cornicione. L'abside è a pianta rettangolare ed è coperta con un'alta volta a padiglione al centro della quale si apre un oculo circolare. A ridosso della parete di fondo, vi è l'altare maggiore neoclassico, in marmi policromi, rialzato di due gradini; il paliotto è ornato da una croce inserita all'interno di un cerchio e di una losanga, mentre in due campi laterali alla mensa vi sono due coppie di ghirlande a bassorilievo. Al di sopra del manufatto, un crocifisso ligneo, e ai lati due stampe dell'Addolorata (a sinistra) e dell'Ecce Homo, in luogo dell'originaria tela Madonna col Bambino di autore ignoto, attualmente presso la pinacoteca del Centro Storico Culturale.
A pavimento nella navata, davanti all'altare di destra, vi è l'organo a canne, costruito da Luigi Pirollo nel 1957-1960 e in stato di abbandono. È a trasmissione meccanica e dispone di 7 registri; la consolle, a finestra, dispone di un'unica tastiera di 56 note e di una pedaliera dritta di 17, priva di registri propri e costantemente unita al manuale. Il materiale fonico, di varia epoca e provenienza, è costituito da circa 400 canne inserite all'interno della cassa caratterizzata dalla singolare conformazione a doppia torre (dovuta alla necessità di lasciare libera la finestra della cantoria, al di sopra della quale era originariamente situato lo strumento) e dalla colorazione carta da zucchero.